# Estación de Pinell de Bray
Pinell de Bray fue una estación ferroviaria situada en el municipio español de Pinell de Bray, en la provincia de Tarragona. Pertenecía al ferrocarril del Val de Zafán, que estuvo operativo entre 1942 y 1973. En la actualidad el recinto ha sido rehabilitado e incorporado a la vía verde de la Tierra Alta.

## Historia
Los proyectos para la construcción del llamado Ferrocarril del Val de Zafán datan del siglo XIX, si bien las obras de la sección comprendida entre Alcañiz y Tortosa no se pusieron en marcha hasta la década de 1920. En junio de 1938, en plena Guerra Civil, el ferrocarril llegó hasta Pinell de Bray. Sin embargo, la puesta en marcha de la circulación se vería afectada por la batalla del Ebro. El tramo restante hasta Tortosa fue completado en septiembre de 1941, entrando en servicio la línea al año siguiente. Para entonces las instalaciones habían pasado a manos de RENFE.
Afrontando una fuerte decadencia, en 1973 la línea fue clausurada al tráfico por RENFE, siendo levantadas las vías en 1995. Años después el entorno de la estación fue rehabilitado e incorporado al trazado de la Vía verde de la Tierra Alta.